# Províncias do Sri Lanka

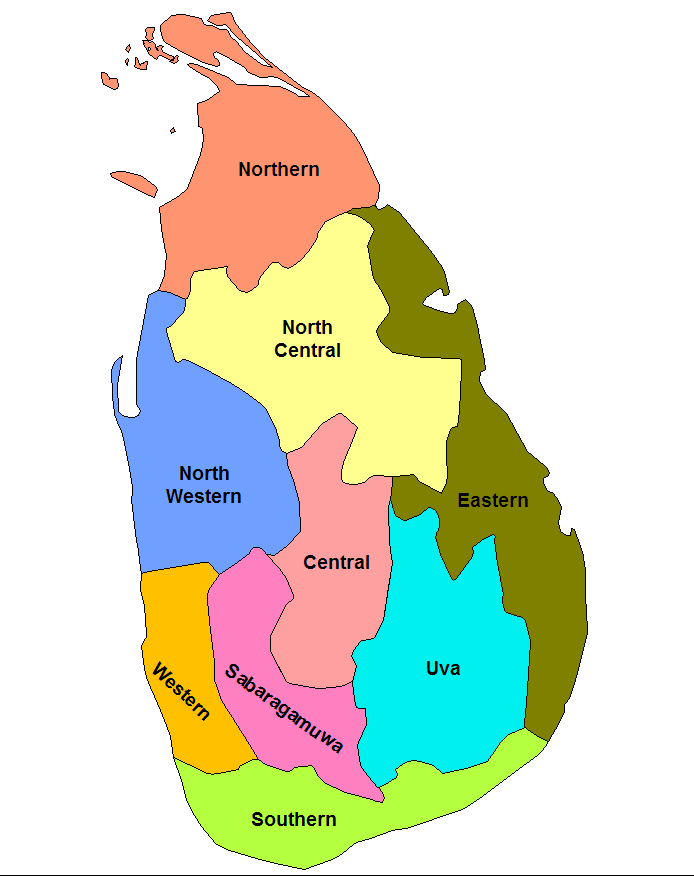
Províncias do Sri Lanka

O Sri Lanka está dividido em 9 províncias. As províncias, com as respectivas capitais entre parenteses, são:
- Central (Kandy)
- Oriental (Trincomalee)
- Centro-Norte (Anuradhapura)
- Norte (Jaffna)
- Noroeste (Kurunegala)
- Sabaragamuwa (Ratnapura)
- Sul (Galle)
- Uva (Badulla)
- Ocidental (Colombo)